# 대령후
대령후 왕경(大寧侯 王暻, 1130년~ ? )은 고려 중기의 왕족으로 인종과 공예왕후 임씨의 둘째 아들이다.
모후인 공예왕후는 형제들 중 유독 그를 편애하여 왕태자로 삼고자 하였으나, 인종이 이를 허락하지 않아 이뤄지지 않았다. 이 때문에 의종 즉위 후 의종과 갈등하였다.

## 생애
대령후 왕경은 1148년(의종 2년) 후(侯)로 책봉되었으며, 도량이 넓어 사람들이 그를 많이 추종하였다. 환관 정함(鄭諴)이 대간(臺諫)을 모함하려고 산원(散員) 정수개(鄭壽開)를 몰래 꾀어 대성(臺省)과 대리(臺吏) 이빈(李份) 등이 의종에게 원한을 품고서 왕경을 왕으로 추대하려는 역모를 꾸미고 있다고 무고하게 만들었다. 의종은 그 말에 속아 관련자들을 제거하려 했으나 김존중(金存中)의 주청으로 해당 관청을 시켜 실상을 조사한 결과 혐의가 입증되지 않았다. 이에 정수개의 얼굴에 문신을 새기고 흑산도(黑山島)로 유배보냈으며, 이빈은 운제현(雲梯縣)으로 유배보냈다. 정함은 죄를 모면하려고, 외척과 조정 신하들이 대령후의 집에 출입했으니 자신의 말이 무고가 아니라고 다시 참소하였다.
이보다 앞서, 김존중은 공예태후(恭睿太后)의 매서로 내시낭중(內侍郎中)을 지내던 정서(鄭叙) 및 태후의 아우인 승선(承宣)을 지내던 임극정(任克正)과 틈이 벌어져 있었다. 정서는 재주는 있었으나 성품이 경박한데다 대령후와 친분을 맺고 늘 함께 놀았으므로 김존중은 정함 등과 함께 소문을 만들어 의종에게 보고한 것이다. 의종은 의아해 하였으나, 재상 최유청(崔惟淸)·문공원(文公元)·유필(庾弼) 등은 간관(諫官) 최자영(崔子英)·왕식(王軾)·김영부(金永夫)·박소(朴翛) 등을 데리고 대궐문에 엎드려, “정서가 대령후와 친교를 맺고 자기 집에 불러다가 잔치를 베풀고 논다하니 그 죄는 용서할 수 없습니다.”라고 주청하였다.
또 어사대(御史臺)에서는 정서가 종실과 몰래 친교를 맺고서 밤마다 모여 술잔치를 열었다는 죄목으로 그와 비서정자(秘書正字) 양벽(梁碧), 융기색판관(戎器色判官) 김의련(金義鍊), 대령부전첨(大寧府典籤) 유우(劉遇), 녹사(錄事) 이시(李施)를 수감하였다. 그러나 의종은 그 다섯 명을 용서하는 한편, 대령부를 없애고 왕경의 종 김참(金旵)을 회인(懷仁)에 유배보냈으며 악공(樂工) 최예(崔藝) 등은 곤장을 때려 유배보냈다. 그러자 대간에서 다시 대궐문에 엎디어 다섯 명에 대한 벌을 주청하였고 지대사(知臺事) 최윤의(崔允儀)는 왕의 처소로 바로 들어와 간쟁하기까지 하였다. 이에 이빈을 소환하는 한편, 정서는 동래(東萊)로, 양벽은 회진(會津)으로, 김의련은 청주(淸州)로, 김참은 박도(撲島)로 각각 곤장을 때려 유배보냈다.
앞서 정서가 왕경을 초대하여 대접할 때 최유청이 식기를 빌려 준 일이 있었는데, 대간에서는 또한 이 일로 최유청이 대신의 체모를 잃었다고 논핵해서 그는 결국 남경유수사(南京留守使)로 좌천되었다. 잡단(雜端) 이작승(李綽升)은 집에 있으면서도 탄핵에 참여치 않았다는 죄목으로 남해현령(南海縣令)으로 좌천되었으니, 이들은 모두 정서의 매서들이었다. 얼마 후 이부(吏部)에서 정서·최유청·이작승의 죄상을 정부 문서에 기록할 것을 주청하자 의종은 이를 허가하였다.
1157년(의종 11년) 왕경을 천안부(天安府)로 유배보내고 최유청은 다시 충주목사(忠州牧使)로 좌천시켰으며, 임극정은 양주방어사(梁州防禦使), 정서의 매서인 우부승선(右副承宣) 김이영(金貽永)은 지승평군사(知昇平郡事)로, 이작승은 남해현령(南海縣令)으로 각각 좌천시켰으며, 정서는 거제현(巨濟縣)으로 유배지를 옮기게 하였다. 당시 최예는 사면을 받아 개경(開京)으로 돌아와 있었는데 자기 처와 사이가 좋지 못하였다. 그가 아직 뉘우치지 못하고서 대령후의 집에 드나든다고 처가 무고하기에, 의종은 최포칭(崔褎偁)에게 명하여 국문하게 했으나 혐의를 잡지 못했다.
의종이 평소 도참설(圖讖說)을 믿었으며, 동생들과 화목하지 못하여 그들에 대한 의심을 풀지 못했다. 이에 몰래 간신(諫臣)을 시켜 대령후와 임극정 등의 죄상을 탄핵하게 했으며, 또 태후가 그들을 구제할까 우려하여 먼저 태후를 보제사(普濟寺)로 옮겨 놓고서 어쩔 수 없이 윤허한 양 꾸며대었던 것이다.
의종이 탄 수레에 화살이 떨어진 변고가 생겼었는데, 의종은 적당을 색출하지 못했다하여 재상들을 책망하는 조서를 내렸다. 이로 말미암아 수많은 사람이 연달아 체포되었는데, 대령후 집안의 종인 나언(羅彦)·유성(有成)·황익(黃益) 등이 의심을 받고 혹독한 문초를 당하게 되자 거짓 자백을 하였던 것이다. 종친과 재상 및 백관 및 원로들은 대궐로 나아가 죄인을 체포한 것을 하례했다. 나언·유성·황익 및 유성의 처를 목베고, 또 시위에 충실하지 못하였다하여 견룡지유(牽龍指諭)와 순검지유(巡檢指諭) 14명을 시골로 유배보냈다.

## 가족관계
- 부왕 : 인종 17대
- 모후 : 공예왕후 임씨 (恭睿王后 任氏, 1109년~1183년)
  - 형 : 의종 18대
  - 동생 : 익양후(翼陽侯) - 명종 19대
  - 동생 : 원경국사 (元敬國師)
  - 동생 : 평량공 (平凉公) - 신종 20대
  - 동생 : 승경궁주(承慶宮主) - 공화후(恭化侯) 왕영(王瑛)과 혼인
  - 동생 : 덕녕궁주(德寧宮主) - 강양공(江陽公) 왕감(王瑊)과 혼인
  - 동생 : 창락궁주(昌樂宮主) - 신안후(信安侯) 왕성(王珹)과 혼인
  - 동생 : 영화궁주(永和宮主) - 소성후(邵城侯) 왕공(王珙)과 혼인

## 대령후가 등장한 작품
- 《무인시대》(KBS, 2003년~2004년, 배우:김경응)

## 기타
고려사에 따르면, 왕경은 도량이 있어서 많은 사람들의 신망을 얻었다 한다.